# Jennifer Daniel (Schauspielerin)
Jennifer Daniel (* 23. Mai 1936 in Pontypool, Wales, als Jennifer Ruth Williams; † 16. August 2017 in Clapham (London), England) war eine britische Schauspielerin.

## Biografie
Jennifer Daniel wurde 1936 in Wales geboren. Als Jugendliche spielte sie Klarinette im Welsh National Youth Orchestra. Sie studierte an der Central School of Speech and Drama in London. 1959 heiratete sie den Schauspieler Dinsdale Landen; die Ehe hielt bis zu seinem Tod 2003.
Als Schauspielerin war sie seit 1958 überwiegend in Fernsehproduktionen zu sehen, darunter die britischen Serien Barnaby Rudge (1960), Hamlet (1961), Richard Löwenherz (1962) und A Man Called Harry Brent (1965). Zu ihren Kinofilmen zählen die Hammer-Filme Der Kuß des Vampirs (1963) und Das schwarze Reptil (1966), beide auch mit Noel Willman in einer Hauptrolle. Sie war bis Mitte der 1990er Jahre als Schauspielerin aktiv, danach trat sie ein letztes Mal 2012 in zwei Produktionen in Erscheinung. Ihr Schaffen umfasst mehr als 60 Film- und Fernsehproduktionen.
Jennifer Daniel starb am 16. August 2017 im Alter von 81 Jahren in London.

## Filmografie (Auswahl)
- 1961: Clue of the Silver Key